# Своїми очима
Своїми очима — серія телевізійних передач, які присвячені популяризації туризму та подорожей. В рамках передачі транслюються фільми, які знайомлять глядача з різноманітними цікавими куточками світу, та переконують його в тому, що «життя прекрасне тому, що можна подорожувати».
Основною ідеєю проєкта є «людина в середовищі», «люди своїми очима пізнають світ та розповідають про це глядачам». Знайомство глядача з світом відбувається очима самих мандрівників. Разом з командою киян (Ігор Сініцин, Володимир Каушан, Юрій Косін, Володимир Конюхов, Євгеній Родін, Віталій Білоконь, Сергій Кириченко) глядач має можливість поринути до захоплюючої атмосфери екзотичних куточків Землі, побачити на власні очі видатні пам'ятки історії та архітектури, познайомитися з побутом та традиціями різноманітних народів світу та відчути нездоланне бажання подорожувати.
Фільми популяризують ідею активного відпочинку та подорожей, пригортають увагу глядачів до екзотичних місць нашої планети, до різних видів подорожей (екскурсійний туризм, подорожі пішки та на автомобілі, альпінізм, автономні зимові подорожі на лижах тощо).
Телепроєкт включає в себе більш ніж вісімдесят фільмів, автором яких є радянський та український мандрівник Ігор Сініцин.